# Весёлый Став
Весёлый Став (укр. Веселий Став) — село,
Андреевский сельский совет,
Широковский район,
Днепропетровская область,
Украина.
Код КОАТУУ — 1225882202. Население по переписи 2001 года составляло 105 человек.

## Географическое положение
Село Весёлый Став находится в 3,5 км от правого берега реки Ингулец,
на расстоянии в 1,5 км расположено село Зелёный Гай, в 3-х км — село Городоватка.
По селу протекает пересыхающий ручей с запрудой.